# جانی دورن
جانی دورن (انگلیسی: Johnny Doran؛ زادهٔ ۲۵ مهٔ ۱۹۶۲) هنرپیشه اهل ایالات متحده آمریکا است. وی بین سال‌های ۱۹۷۱ تا ۱۹۸۲ میلادی فعالیت می‌کرد.

## فیلم‌شناسی
- رنگین‌کمان (۱۹۷۸) (تلویزیونی) .... Jackie Cooper
- خانه کوچک .... Timothy Farrell (1 episode, ۱۹۷۷)
- سران و سلاطین (۱۹۷۶) (مجموعه تلویزیونی) .... Young Joseph
- از پرونده‌های درهم خانم باسیل ئی. فرانکویلر (۱۹۷۳) .... Jamie Kincaid